# 基福索
基福索（法語：Kiffosso 1），是馬里的城鎮，位於該國南部，由錫卡索區的約羅索省負責管轄，面積446平方公里，海拔高度333米，2009年人口15,502，人口密度每平方公里35人。
12°30′15″N 4°54′10″W / 12.50417°N 4.90278°W